# Pyramidoptera cabulica
Pyramidoptera es un género monotípico de planta herbácea perteneciente a la familia Apiaceae. Su única especie: Pyramidoptera cabulica, es originaria de Afganistán.

## Taxonomía
Pyramidoptera cabulica fue descrita por  Pierre Edmond Boissier y publicado en Diagnoses Plantarum Orientalium Novarum, ser. 2, 3: 106. 1856.